# Climbing Stadium
Das Climbing Stadium ist eine Sportstätte für das Sportklettern in Arco im Trentino, Italien. In der vom Italienischen Sportkletterverband (italienisch Federazione Arrampicata Sportiva Italiana – FASI) betriebenen Anlage wird jährlich der Rock Master ausgetragen. Das Freigelände der Anlage bietet Platz für 1500 Zuschauer. Das Climbing Stadium liegt etwa 200 m vom Stadtzentrum von Arco unterhalb des Burgfelsens und nur wenige Meter vom Ufer der Sarca entfernt im Ortsteil Prabi.

## Geschichte
Die Struktur wurde im Jahr 2000 nach einer Idee der Firma Sinti Roc und unter der Leitung des aus Arco stammenden Ingenieurbüros Michno errichtet. Eingeweiht wurde sie mit der Eröffnung des 14. Rock Masters am 9. September 2000. Der Anlage ging ein einfacher Vorgängerbau voraus, der 1989 für das 3. Rock Master errichtet wurde.
Die Anlage bestand aus zwei im Halbkreis angelegten 18 m hohen zum Teil überhängenden Kletterwänden. Die beiden Überhänge lagen jeweils in 16 m Höhe. 650 m² Kletterfläche standen zur Verfügung, davon 400 m² für Wettkämpfe und 250 m² für Anfänger und fortgeschrittene Kletterer. Zum Zeitpunkt ihrer Errichtung war die überdachte Kletteranlage die größte ihrer Art in Italien und eine der größten in der Welt. Aufgrund der Wellenform der Anlage wurde sie auch als l’onda (italienisch für die Welle) bezeichnet.
Seit 2020 wird die Anlage vom Italienischen Sportkletterverband betrieben. 2022 beschloss die Gemeinde Arco das in die Jahre gekommene Climbing Stadium zu modernisieren. Die Umbaukosten wurden mit 4 Millionen Euro veranschlagt. Die Umbauarbeiten begannen unmittelbar nach dem Ende des Rock Masters 2023.

## Nutzung
Das im Besitz der Gemeinde Arco befindliche Climbing Stadium ist seit seiner Eröffnung Schauplatz des Rock Masters, eine der bekanntesten Sportkletterveranstaltungen auf der Welt. Es wird für die Disziplinen Lead, Bouldern, Speed und Duell-Klettern genutzt. Im Climbing Stadium fanden unter anderem die Kletterweltmeisterschaft 2011 und die Jugend-Weltmeisterschaft im Sportklettern 2019 statt. Zudem dient es als Trainingsgelände der italienischen Sportkletternationalmannschaft und der italienischen Olympiateilnehmer im Sportklettern.
Daneben wird das Freigelände für andere Veranstaltungen genutzt unter anderem für Konzerte.